# Geoffrey Kizito
Geoffrey Kizito (Kampala, 2 de fevereiro de 1993) é um futebolista profissional ugandense que atua como meia.

## Carreira
Geoffrey Kizito representou o elenco da Seleção Ugandense de Futebol no Campeonato Africano das Nações de 2017.